# Ricardo Adolfo de la Guardia
Ricardo Adolfo de la Guardia Arango (14 de marzo de 1899 - 29 de diciembre de 1969) fue un político panameño. Fue Presidente de Panamá desde el 9 de octubre de 1941 hasta el 15 de junio de 1945.
En 1936 fue nombrado gobernador de la provincia de Panamá y en 1938 fue superintendente del Hospital Santo Tomás. Fue secretario de Gobierno y Justicia durante la primera presidencia de Arnulfo Arias, y fue quien lo sustituyó después del golpe de Estado en 1941. 
Durante su presidencia se hizo gran aliado de Estados Unidos, principalmente con motivo de la Segunda Guerra Mundial, arrendando 134 bases militares en todo el país mediante el Convenio Fábrega-Wilson. Además durante su gobierno le declaró la guerra a las Potencias del Eje el 7 de diciembre de 1941, convirtiéndose en el primer país latinoamericano formalmente en guerra con la Alemania Nazi y el Japón. Convocó a una Asamblea Constituyente y este sustituyó a De la Guardia de manera provisional en favor de Enrique A. Jiménez.
Se casó con Carmen Estripeaut el 4 de marzo de 1943 en el Palacio de las Garzas.